# Чумар
Чума́р (кит. упр. 楚玛尔河, палл. Чумаэрхэ) — река в китайской провинции Цинхай, приток Янцзы. Длина реки — 530 км.

## География
Река берёт своё начало на хребте Кукушили, и течёт на восток, впадая в озеро Илису-Нур. После озера она продолжает свой путь на восток, прорезая хребет, и дальше течёт вдоль северных склонов хребта. В конце река огибает Кукушили с востока и течёт на юг, впадая в Тунтяньхэ (Янцзы).